# Sulawesi central
Sulawesi central, en indonésien Sulawesi Tengah, est une province d'Indonésie située dans le centre de l'île de Sulawesi. Sa capitale est Palu.

## Géographie

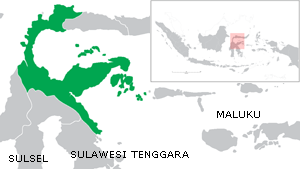
Carte de la province de Sulawesi central.

La province est constituée par une partie de la péninsule nord de l'île de Sulawesi (ou péninsule de Minahasa), la péninsule nord-est et une partie du centre de l'île de Sulawesi. Elle s'étend entre 20°22' de latitude nord et 30°48’ de latitude sud et entre et de longitude est. Elle comprend également l'archipel des îles Togian dans le golfe de Tomini et ceux des Banggai et Bowokan dans le golfe de Tolo.
La province est bordée :
- Au nord, par la mer de Célèbes,
- À l'est, par la province de Gorontalo et les golfes de Tomini et de Tolo,
- Au sud, par les provinces de Sulawesi du Sud-Est, Sulawesi du Sud et Sulawesi occidental et
- À l'ouest, par le détroit de Makassar.

## Divisions administratives
La province comprend dix kabupaten :
- Banggai (Luwuk)
- Îles Banggai (Banggai)
- Buol (Buol)
- Donggala (Donggala)
- Morowali (Bungku)
- Parigi Moutong (Parigi)
- Poso (Poso)
- Sigi (Sigi Biromaru)
- Tojo Una-Una (Ampana)
- Toli-Toli (Toli-Toli)

et une kota :
- Palu

## Histoire

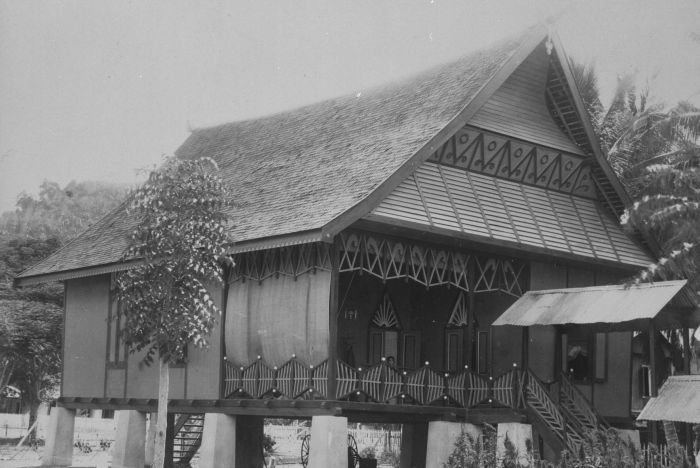
La demeure du prince de Donggala dans les années 1930

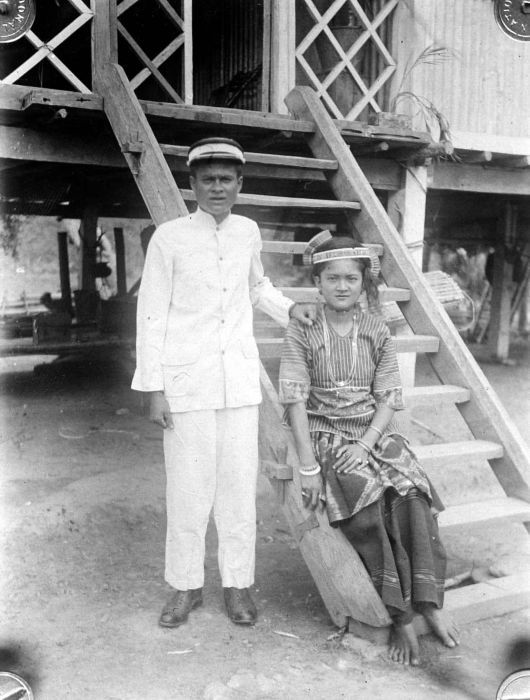
Le prince et la princesse de Kulawi, au sud de Palu

Traditionnellement, la province était le siège de quinze principautés, qui en 1905 ont été rattachées aux Indes néerlandaises.

## Population

### Informations générales
On parle quelque 40 langues à Sulawesi central. Elles appartiennent toutes au rameau des langues sulawesiennes dans la branche malayo-polynésienne des langues austronésiennes, qui compte 114 langues au total. La province présente donc une remarquable diversité linguistique. Ces langues appartiennent pratiquement toutes à 4 des groupes du rameau :
- Bungku-tolaki,
- Kaili-pamona,
- Saluan-banggai,
- Tomini-tolitoli.

Les principales sont le saluan, le tomini (région de Toli-Toli) et le pamona (région de Poso).

### Religion
|                | Quantité  | %      |
| -------------- | --------- | ------ |
| Islam          | 2 496 568 | 79,14% |
| Protestantisme | 508 748   | 16,13% |
| Hindouisme     | 112 517   | 3,57%  |
| Catholicisme   | 28 942    | 0,92%  |
| Autres         | 7 724     | 0,24%  |

Note : la plupart des hindous de Sulawesi Central sont des balinais issus de la transmigration.

## Environnement
Le parc national de Lore Lindu abrite une des plus grandes forêts tropicales d'Indonésie, déclarée "Man and Biosphere Reserve" par l'UNESCO. Il s'étend sur 2 170 km² et abrite presque toutes les espèces de mammifères et marsupiaux menacées de Sulawesi, telles que :
- L'anoa des montagnes, sorte de buffle nain,
- Le babiroussa, sorte de sanglier,
- Trois espèces de tarsier, le plus petit primate du monde,
- Le macaque de Tonke
- Un marsupial, le couscous.

Le parc abrite également quelque 227 espèces d'oiseaux, dont 77 n'existent nulle part ailleurs dans le monde.

## Les violences dePoso
À partir de 1999, une organisation musulmane radicale diffuse des vidéos montrant des atrocités commises par des chrétiens contre des musulmans aux Moluques et dans la région de Poso. Une autre organisation, la Jemaah Islamiyah (JI), recrute des volontaires pour mener le "djihad" et venir au secours à leurs coreligionnaires dans ces régions. Selon les services de sécurité, la JI aurait ainsi compté jusqu'à 2 000 membres, mais les experts étrangers, plus prudents, parlent de centaines de militants.
A Poso, les affrontements dureront de 1999 à 2001, faisant près de 2 000 morts. Ils prendront fin à la suite d'accords signés en décembre 2001 et février 2002 entre les représentants des différentes communautés religieuses, sous les auspices du gouvernement indonésien. Toutefois, la tension persistera en raison du maintien des milices islamistes. Des massacres de chrétiens auront encore lieu en 2004 et 2005.
Chaque partie continue de réclamer justice au nom des violences qu'elle a subies. En mai 2000, des chrétiens avaient poursuivi des musulmans et en avaient massacré une centaine. Cet acte sera invoqué comme justification de bombes posées en 2005 et faisant des dizaines de morts et de blessés. Selon l'International Crisis Group, ces violences ne sont toutefois pas attribuables aux seules milices islamistes. Elles impliqueraient également des membres des autorités locales et des chefs de gangs.